# Suur-Pahila
Suur-Pahila – wieś w Estonii, w prowincji Sarema, w gminie Orissaare. 1 stycznia 2007 roku wieś zamieszkiwało 26 osób.